# Mongolotettix
Mongolotettix is een geslacht van rechtvleugeligen uit de familie veldsprinkhanen (Acrididae). De wetenschappelijke naam van dit geslacht is voor het eerst geldig gepubliceerd in 1928 door Rehn.

## Soorten
Het geslacht Mongolotettix omvat de volgende soorten:
- Mongolotettix angustiseptus Wan, Ren & Zhang, 1998
- Mongolotettix anomopterus Caudell, 1921
- Mongolotettix chongqingensis Xie & Li, 2000
- Mongolotettix japonicus Bolívar, 1898
- Mongolotettix mistshenkoi Chogsomzhav, 1974
- Mongolotettix zhengi Li & Lian, 1994